# 이와키 시게타카 (센고쿠 시대)
이와키 시게타카(일본어: 岩城重隆, ? - 1569년(에이로쿠 12년)는 센고쿠 시대의 무장이다.
시게타카가 당주인 때의 이와키 씨는 주위의 다테 씨, 소마 씨, 사타케 씨 등의 빈번한 침공으로 궁지에 몰려 있었다. 시게타카는 상황을 타개하기 위해 자신의 외손자이자 다테 하루무네의 맏아들인 이와키 지카타카를 양자로 맞아들여 다테 씨와의 협력을 공고히 함으로써 궁지에서 벗어났다.
1541년에는 교토로 가서 조정을 섬겼다는 설도 있다.